# Candidatura de Barcelona als Jocs Olímpics d'Estiu de 1992
La Candidatura de Barcelona als Jocs Olímpics de 1992 va ser presentada oficialment, a la seu del COI a Lausana, l'1 de març de 1986, per l'alcalde de Barcelona, Pasqual Maragall, juntament amb altres membres del Consell Rector de la candidatura. Un any abans, el 13 de maig de 1985, Alfons de Borbó i Dampierre, en qualitat de president del Comitè Olímpic Espanyol, n'havia demanat la inscripció com a ciutat candidata, competint amb les ciutats d'Amsterdam, Belgrad, Birmingham, Brisbane i París. Per a la seva realització s'havia creat l'Oficina Olímpica, un òrgan responsable de la preparació d'un avantprojecte que permetia explicar l'abast i la proposta per tal de ser aprovat per les institucions implicades, govern de la ciutat, de Catalunya, de l'estat espanyol i pel Comitè Olímpic Espanyol. Un cop aprovat l'avantprojecte, va ser l'òrgan responsable de la confecció de la candidatura formal al Comitè Olímpic Internacional.

## Antecedents esportius de Barcelona
La vinculació de Barcelona amb l'esport es remunta a l'època romana, però va ser a finals del segle xix aprofitant els efectes de la revolució industrial a Catalunya, el creixement de classes benestants amb accés al temps d'oci, quan es comencen a desenvolupar les activitats esportives, apareixen els primers clubs i associacions d'esports, com el futbol amb la fundació del Futbol Club Barcelona el 1899 i el Reial Club Deportiu Espanyol de Barcelona el 1900, el ciclisme amb la Unió Esportiva Sants de 1882, la boxa i també esports de mar com les regates, amb el Club Català de Regates de 1879, o la natació amb el Club Natació Barcelona de 1907 i, posteriorment, l'automobilisme amb l'impuls del Reial Automòbil Club de Catalunya, fundat el 1906, que va organitzar la primera competició automobilística d'Espanya el 1908.
La reedició dels Jocs Olímpics moderns de la mà del baró Pierre de Coubertin l'any 1894 era la confirmació d'una tendència en la qual Catalunya era pionera respecte a la resta de l'estat espanyol.

### Voluntat per organitzar uns Jocs Olímpics
Abans d'aconseguir la candidatura del 92, l'Ajuntament de Barcelona havia optat en quatre ocasions a organitzar uns Jocs Olímpics. En una d'elles es va retirar i les tres restants va ser exclosa.
La primera sol·licitud la va realitzar l'any 1920 per tal d'organitzar l'edició de 1924. La decisió sobre la ciutat organitzadora es va ajornar al 1921; les altres ciutats candidates eren Amsterdam, Roma, Los Angeles, Praga i París. Les pressions del president del Comitè Olímpic Internacional sobre els seus membres per tal que votessin a favor de París varen fer inviable una competició en condicions.
Pierre de Coubertin va visitar Barcelona l'any 1926, una ciutat fabril i esportiva, que havia consolidat el maridatge entre la ciutat i l'olimpisme. D'aquella visita, n'ha quedat una frase que s'ha fet celebre: abans de venir a Barcelona, creia que sabia que era una ciutat esportiva (7 de novembre de 1926). El 5 d'abril de 1927 es col·loca la primera pedra de l'estadi de Montjuïc amb l'assistència del llavors president del CIO, comte Henri de Baillet-Latour, qui va poder visitar les instal·lacions que s'estaven construint per a l'Exposició Internacional de 1929 i clubs consolidats com el Club de Tennis Turó o el Club Natació Barcelona. Animats per l'embranzida que va suposar per la ciutat l'exposició del 1929,l'Ajuntament va sol·licitar, per segona vegada, l'organització dels Jocs Olímpics de 1936 al que optaven les ciutats d'Alexandria, Berlín, Budapest, Buenos Aires, Colònia, Dublín, Frankfurt del Main, Hèlsinki, Nuremberg, Roma i Barcelona. La nominació s'havia de decidir a Barcelona, el 24 d'abril de 1931, amb motiu de la 29a Sessió del Comitè Olímpic Internacional, i les perspectives per a la ciutat catalana no podien ser millors. Però la situació política espanyola era difícil; deu dies abans s'havia instaurat la Segona República i el rei Alfons XIII s'havia exiliat del país. Malgrat tot, dinou membres del COI van acudir a Barcelona. La delegació olímpica va quedar gratament sorpresa de l'atenció de les autoritats catalanes i de la resposta del públic barceloní. L'alcalde de Barcelona, Jaume Aguadé, i el president de la Generalitat, Francesc Macià varen assistir amb el president del CIO al partit de futbol celebrat a l'Estadi de Montjuïc entre les seleccions de l'Estat Lliure d'Irlanda i de la República Espanyola amb motiu de la cimera olímpica. A causa de la manca de quòrum, la decisió sobre la seu dels Jocs del 1936 es va ajornar, i es va decidir fer la votació per carta. L'escrutini es va fer a Lausana un mes després: Berlín, fou la guanyadora, amb 43 vots; Barcelona, n'havia obtingut 16, i hi hagué 8 abstencions.
Barcelona no va defallir i el 1932 ho va intentar per tercer cop. A la 30a. sessió del CIO a Los Angeles es va presentar com a candidata als Jocs Olímpics de 1940, una candidatura que s'havia de defensar i votar a Berlín, poc abans dels Jocs de 1936. En aquest cas, però, la delegació encapçalada per August Pi i Sunyer, president del Comitè Olímpic Espanyol, no va arribar a assistir-hi, degut al començament de la guerra civil espanyola, tot just quinze dies abans.
El quart intent d'aconseguir l'organització dels jocs va ser l'any 1965 quan l'Ajuntament de Barcelona va presentar una nova petició per organitzar els Jocs Olímpics de 1972. Com és preceptiu, la proposta es va presentar al Comitè Olímpic Espanyol per obtenir-ne el vist-i-plau. Al final del mes de desembre del 1965, el seu president, José Antonio Elola Olaso, sense cap raó aparent, va canviar la candidatura de Barcelona per la de Madrid, tot proposant de reservar per a la ciutat comtal les proves dels esports nàutics i aquàtics. Madrid, que s'enfrontava a Detroit, Mont-real i Múnic, va perdre en favor d'aquesta darrera que va organitzar el Jocs Olímpics de 1972, recordats per ser els primers amb la presència del terrorisme dins l'esdeveniment.

### Olimpíada Popular
A la frustració per haver perdut l'elecció com a seu olímpica del 1936 degut a raons polítiques, ja que s'havia considerat la república com un element desestabilitzador a Espanya, se sumava la designació de Berlín on governava un règim totalitari. La preparació dels Jocs de Berlín s'orientava a fer d'ells una apologia del nazisme i dels seus valors racials i militars, cosa totalment en contra de l'esperit olímpic, tant a l'antiguitat clàssica com a l'era moderna. Es van produir protestes a nivell mundial, sobretot per part d'organitzacions jueves i d'esquerres, però finalment el COI va mantenir la celebració dels Jocs a Berlín. Barcelona va decidir organitzar una celebració alternativa, l'Olimpíada Popular, amb l'objectiu de recuperar el veritable esperit olímpic, la pau i la solidaritat entre les nacions, tot el que s'estava negant en l'organització dels Jocs de Berlín amb la complicitat del COI. S'havien d'inaugurar el 19 de juliol de 1936, però el cop d'estat franquista el dia abans, va impedir la seva realització.

## La idea de la candidatura
L'any 1980, Narcís Serra, que portava un any com a alcalde de Barcelona, en el primer consistori democràtic des de feia més de 40 anys, va suggerir al seu govern municipal demanar l'organització dels jocs olímpics. El context era especialment delicat, ja que el procés de renovació democràtica i d'implicació ciutadana amb la ciutat era titànic. D'altra banda, l'experiència dels darrers jocs olímpics era nefasta des de la perspectiva financera. Els jocs d'estiu de Montreal'76 havien acabat amb un deute monumental, Denver havia renunciat a organitzar els Jocs Olímpics d'Hivern de 1976 després d'haver guanyat la candidatura, els jocs de Moscú'80 patien el boicot de l'equip dels Estats Units i altres 58 països i per als futurs Jocs Olímpics d'Estiu de 1984 només s'havia presentat una ciutat candidata: Los Angeles. Serra va sondejar Joan Antoni Samaranch, nou president del CIO i, a continuació va presentar la proposta al plenari municipal format per cinc forces polítiques: PSC, PSUC, CiU, ERC, que formaven govern, i UCD, com a oposició. Del ple del 30 de juny de 1981, en sortí el primer acord pres per unanimitat pel nou ajuntament democràtic: presentar novament la candidatura olímpica de Barcelona.
Es va encarregar a Romà Cuyàs els estudis previs especialment orientats a verificar la factibilitat de la proposta, donats el moment que es vivia en el món olímpic. Es van produir els primers documents: Barcelona pretén els Jocs de 1992, Guia de l'esport amb l'inventari d'instal·lacions esportives a Barcelona i Projecte de Jocs Olímpics Barcelona 1992. Primeres aproximacions, que es va presentar als mitjans l'11 de novembre de 1982, i l'endemà, Narcís Serra, Josep Lluís Vilaseca, director general d'Esports de la Generalitat, Enric Truñó, regidor d'Esports de l'Ajuntament de Barcelona i Romà Cuyàs, autor dels informes, li varen presentar a Lausana al president del COI.

## Oficina Olímpica
El 26 de novembre de 1982 l'ajuntament va crear l'Oficina Olímpica encarregada de realitzar tots els treballs i projectes que culminarien en el dossier de candidatura com a ciutat candidata a organitzar els jocs d'estiu de 1992. Poc després de la seva creació, Pasqual Maragall va substituir Narcís Serra com a alcalde de Barcelona, quan aquest va ser nomenat ministre de Defensa del govern de Felipe Gonzalez.
Per actuar com a òrgan rector i de participació institucional que dirigís l'Oficina es va constituir el 7 de gener de 1983 el Consell Rector de Candidatura format per l'Ajuntament de Barcelona i la Generalitat de Catalunya. Posteriorment, es va demanar la participació del sector empresarial en el finançament del projecte mitjançant la Cambra de Comerç de Barcelona, que va passar a tenir representació dins el Consell.
Des del primer moment es va veure que la transformació urbanística, especialment pel que fa a les infraestructures no es podria limitar a l'elecció de la ciutat com a seu, sinó que s'havia d'abordar immediatament formant part del dossier de candidatura com una realitat i no com una proposta. Això comportava un avançament de les inversions en grans infraestructures i les comprometia amb independència de l'elecció final de la ciutat com a seu. Per tant, comportava fer "actuacions necessàries per la ciutat i no estrictament per l'esdeveniment".

### Escenaris
Des de l'any 1981 es comptava amb un projecte per la construcció d'un velòdrom a la zona de la Vall d'Hebron pensat per optar al Campionat Mundial de Ciclisme de 1984. Aquesta instal·lació seria la primera d'un seguit d'equipaments que conformaria l'àrea de la Vall d'Hebron. Però la primera intervenció important i d'un gran impacte mediàtic i ciutadà va ser la reforma de l'Anella Olímpica de Montjuïc. Aquest espai resultava inqüestionable que havia de ser el centre dels principals esdeveniments, tan per la ubicació, com per la seva trajectòria des de l'Exposició Internacional de 1929, la seva relació amb la frustrada Olimpíada Popular del 1936 i l'ús per la pràctica esportiva que es feia, tot i que en unes instal·lacions força degradades.
El pla director de l'Anella Olímpica enllestit l'abril de 1983 definia les instal·lacions esportives que hi contindria serien: l'Estadi Olímpic, el nou palau d'esports (el futur Palau Sant Jordi), les Piscines Bernat Picornell i la seu de l'Institut Nacional d'Educació Física de Catalunya (INEFC), enllaçats en un espai obert per una avinguda amb un parc que l'envoltés.
El 16 de gener de 1984, després de passar un concurs, es va assignar la construcció de les instal·lacions als equips d'arquitectes guanyadors: a l'equip 
Frederic Correa / Alfons Milà / Joan Margarit i Carles Buixadé el disseny general de l'Anella Olímpica; a aquest equip i a Vittorio Gregotti, la reforma de l'Estadi Olímpic; a Arata Isozaki, la construcció del Palau Sant Jordi, i a Ricard Bofill, la seu de l'INEFC. Les propostes guanyadores varen estar exposades al Col·legi d'Arquitectes el mes d'abril del 1984 i el mes de juliol, es van lliurar a l'Oficina Olímpica els avantprojectes dels edificis encomanats i, a l'octubre, van iniciar la redacció dels projectes definitius.
La tercera gran àrea olímpica s'havia planejat al barri del Poble Nou, on la candidatura proposava construir la Vila Olímpica per als esportistes i els tècnics que participarien en els Jocs. Tot i les reticències inicials, finalment es va decidir tirar endavant el projecte del Parc de Mar, que comportava l'obertura de la ciutat a quasi cinc quilometres de costa. La candidatura de Barcelona proposava enderrocar totes les barreres que impedien aquesta obertura al mar. Per aconseguir-ho, calia elaborar un ampli pla de reforma urbana, modificar la xarxa ferroviària i reformar el sistema de clavegueres, un repte que suposava un acord entre totes les administracions implicades: la municipal, la metropolitana, l'autonòmica i l'estatal. Una de les modificacions més complexes era el trasllat i ensorrament de les vies del ferrocarril que passava per la línia de la costa. Els antecedents d'aquest projecte de reforma urbana se situen al desembre de 1981 quan RENFE, que estava elaborant plans per racionalitzar i modernitzar els serveis ferroviaris de Barcelona,va acordar amb l'alcalde de la ciutat, Narcis Serra, varen acordar unes bases de col·laboració per resoldre els problemes de desenvolupament urbanístic que plantejava la xarxa ferroviària de la ciutat.

## Dossier de candidatura
L'1 de març de 1986, Pasqual Maragall i altres membres del consell rector varen presentar el Dossier de Candidatura a la seu del COI, a Lausana. El 14 de març, el Dossier va ser presentat als mitjans de comunicació. Fins al moment de la votació, l'octubre d'aquell any, es va continuar amb la promoció i explicació del projecte entre el col·lectiu de votants. S'estava present a les competicions que es van organitzar a Espanya en aquell període, es va intensificar la campanya de voluntaris olímpics, el Bus Olímpic -que va visitar les capitals de totes les comunitats autònomes- i l'atenció a les visites de membres del COI i de les federacions internacionals. En definitiva, es volia mostrar tant l'oferta olímpica com el suport institucional i popular que l'avalava.

## Operació Lausana
La seu de la XXV edició dels Jocs Olímpics d'estiu es va triar entre les diferents candidates a la 91a Sessió del Comitè Olímpic Internacional, celebrada el 17 d'octubre de 1986 a Lausana, Suïssa.
L'equip de la candidatura de Barcelona es va traslladar per a fer la darrera empenta promocional i defensa dels valors de Barcelona com a seu dels jocs en el que es va conèixer com a «operació Lausana», la qual havia comptat amb un pla estratègic preparat durant mesos. Els representants de Barcelona subratllaven els valors cívics i culturals de la ciutat, el suport popular i institucional que rebia la proposta i van recordar que Espanya no havia organitzat mai uns jocs olímpics. Aquests arguments, juntament amb la il·lusió i la voluntat unànime d'aconseguir els Jocs, van ser presentats com a complement de la capacitat organitzativa i del rigor del projecte olímpic barceloní.
El 15 de setembre, el president de la Generalitat de Catalunya, Jordi Pujol, i l'alcalde de Barcelona, Pasqual Maragall, van inaugurar el pavelló català de la 67a Fira del Comptoir Suisse, que tenia lloc a Lausana i en la qual Catalunya estava convidada. Aquesta presència va permetre que Barcelona es posés en contacte amb els mitjans de comunicació locals i s'integrés en la vida institucional de la ciutat suïssa aconseguint un ambient favorable a les pretensions de Barcelona entre els seus habitants.
Paral·lelament a aquestes activitats, el dia 9 d'octubre, la Fundació de l'Hermitage va inaugurar a Lausana l'exposició "Tresors de Barcelona" amb la presència de l'alcalde de Barcelona, Pasqual Maragall. Aquesta mostra del patrimoni cultural i de la sensibilitat artística de la ciutat va donar més relleu a la promoció de la candidatura. Poc abans de la inauguració de l'exposició, la prestigiosa revista L'Oeil havia dedicat un número monogràfic a l'art català. La Fundació de l'Hermitage, creada el 1976 a l'antiga residència de la família Bougnion, on va passar els darrers anys de la seva vida l'historiador Josep Pijoan qui va estar casat amb Geneviève Bugnion. L'exposició presentava més d'un centenar d'obres, provinents del Museu Picasso, del Teatre-Museu Dalí, de la Fundació Joan Miró i del Museu d'Art Modern de Barcelona, a més d'obres de col·leccions particulars, tant de Catalunya com de Suïssa. L'obra de Dalí L'atleta còsmic va presidir la mostra. A més dels artistes esmentats, hi havia obres de Juli González, Pau Gargallo, Isidre Nonell, Ramon Casas i altres. L'exposició, que va restar oberta fins al 29 d'octubre. El 14 d'octubre la soprano Montserrat Caballé va fer de guia a les acompanyants dels membres del CIO que s'havien desplaçat a Lausana. El dia abans, la soprano havia ofert un concert a la catedral de Lausana davant de 2.300 persones.
Al Palais de Beaulieu de Lausana, on s'havia de celebrar la sessió del COI, cada delegació comptava amb un estand on comunicar el seu missatge promocional final. La concepció i el muntatge de l'estand de Barcelona va ser obra del dissenyador Leopold Pomés i de l'arquitecte Ricard Sans. Era un espai obert amb una imatge clara, de línia avançada i estètica mediterrània. Transmetia un missatge entusiasta sense grans explicacions que focalitzava dos arguments: l'absència d'Espanya com a seu d'uns jocs olímpics, i l'ampli moviment de suport i l'entusiasme que havia suscitat la Candidatura de Barcelona. La primera idea es representava sobre un mapa d'Europa en que unes torxes flamejants indicaven les ciutats que havien estat seu dels jocs olímpics d'estiu o d'hivern; la península Ibèrica restava enfosquida. La segona idea es traduïa en un seguit de siluetes de voluntaris olímpics d'edats diferents, fetes en metacrilat, que simbolitzaven el gran suport popular a la candidatura barcelonina. Al centre de l'estand hi havia una taula amb 5 cadires dissenyades per Gaudí on s'exposava el mapa de les instal·lacions olímpiques previstes.

## Elecció
| 91a Sessió del Comitè Olímpic Internacional. 17 d'octubre de 1986, Lausana (Suïssa) Elecció de la seu dels XXV Jocs Olímpics d'estiu |      |               |           |           |           |
| Ciutat | País | País          | Votacions | Votacions | Votacions |
| Ciutat | País | País          | Ronda 1   | Ronda 2   | Ronda 3   |
| Barcelona |      | Catalunya     | 29        | 37        | 47        |
| París |      | França        | 19        | 20        | 23        |
| Brisbane |      | Austràlia     | 11        | 9         | 10        |
| Belgrad |      | Iugoslàvia    | 13        | 11        | 5         |
| Birmingham |      | Regne Unit    | 8         | 8         | -         |
| Amsterdam |      | Països Baixos | 5         | -         | -         |

L'elecció de la ciutat seu d'uns jocs olímpics es fa mitjançant votació secreta entre els membres del CIO, a tantes voltes com calgui perquè una de les candidates assoleixi la majoria absoluta; a cada volta s'elimina la de menor puntuació. A la primera volta, Barcelona obtingué 29 vots; París, 19; Belgrad, 13; Brisbane, 11; Birmingham, 8, i Amsterdam, 5. Aquesta última ciutat va ser eliminada, i Barcelona, tot i haver obtingut la primera posició, va quedar bastant lluny dels 43 vots que suposaven majoria absoluta.
A la segona volta, Barcelona va aconseguir 37 vots i París, 20; Belgrad i Brisbane, amb 11 i 9 vots respectivament, perdien posicions, i Birmingham, amb 8 vots, va ser eliminada. Barcelona va sortir escollida a la tercera volta. El jutge Kéba Mbaye, portaveu dels membres del COI que feien el recompte dels vots, va avançar als electors que una de les candidates ja havia assolit la majoria absoluta.